# La Estación (subdelegación)
La Estación fue una de las subdelegaciones que integró el antiguo departamento de San Fernando. Fue integrada por cuatro distritos.
El territorio de la subdelegación fue organizado por decreto del presidente José Joaquín Pérez Mascayano el 14 de agosto de 1867.

## Historia
La subdelegación fue creada por decreto supremo del 14 de agosto de 1867, que divide el departamento de San Fernando en veinte subdelegaciones. El documento determina así sus límites:

Al norte, el estero de Antivero; al sur, el río Tinguiririca; al este, el camino real viejo, desde el río hasta el estero; y al oeste, el límite oriental de la subdelegación anterior.

Se dividió en cuatro distritos: 1.º del Pueblo, 2.º del Pueblo, 3.º del Camino Real y 4.º del Pueblo.
Por decreto del 22 de diciembre de 1891 fueron creadas varias comunas en el departamento de San Fernando, entre ellas la comuna de San Fernando, a la que pasó a pertenecer esta subdelegación.
El Decreto con Fuerza de Ley N.º 8.583 del 30 de diciembre de 1927 redistribuye el territorio del departamento de San Fernando, y la subdelegación de La Estación es fusionada con las de San Fernando, El Crucero, Roma, Talcarehue, Tinguiririca, San Luis y el distrito de Manantiales, que pertenecía a la subdelegación de Placilla.

## Administración
La administración del territorio estaba a cargo del subdelegado, subordinado al gobernador departamental y nombrado por él. Duraban dos años en el cargo, aunque también podían ser nombrados indefinidamente. Podían ser cesados por el gobernador, quien debía dar cuenta de esto al intendente provincial. Los distritos, en tanto, eran regidos por un inspector, quien respondía a las órdenes del subdelegado, quien tenía la potestad de nombrarlos o cesarlos dando cuenta al gobernador departamental.